# Герб Чернігівської області
Герб Черні́гівської о́бласті — символічний знак, що виражає історичні й духовні традиції Чернігівщини.

## Опис
На гербі Чернігівської області, затвердженому рішенням 12-ї сесії обласної ради 11 липня 2000 р. на срібному полі чорний двоголовий орел з червоними лапами і язиками, золотими очима і озброєнням (дзьоби і кігті), на головах — по золотій відкритій короні, а на грудях синій щиток із золотим оздобленням, на якому золотий знак засновника Великого князівства Чернігівського Мстислава Володимировича (1024 р.).
Орел в геральдиці — цар птахів, нарівні з левом він є старою і найпоширенішою геральдичною істотою. Ще в давнину в багатьох країнах світу орел був символом влади, могутності, сміливості і швидкості, великодушності і прозорливості. Корона поміщається у верхній частині щита. Можна виділити такі типи геральдичних корон: імператорські, королівські і княжі корони, які зображаються в гербах монархів і в державних гербах, а також в гербах адміністративних територій, символізуючи суверенітет, єдиновладність, незалежність.
Герб затверджено 11 липня 2000 р. Автори символів — І. Ситий, А. Гречило та В. Павленко.

## Історія

### Русь
Ряд вчених стверджує, що за часів Київської Русі гербом Чернігівського князівства міг бути орел (можливо двоголовий).

### Литовсько-Польська та козацька доба
Герб Чернігівського воєводства затверджений на сеймі у 1633р. Він зображував чорного двоголового орла з розпущеними крилами, увінчаного однією короною. Інколи груди орла прикрашав особистий вензель покровителя воєводства королевича Владислава.
У середині XVII століття, після утворення козацької Гетьманщини і її входження до Московського царства, двоголовий орел Чернігівщини у московській геральдиці був замінений одноголовим орлом з хрестом в лапі як символом колиски християнства на Русі. (1672 р.). Московський уряд залишив за собою монопольне право на володіння емблемою двоглавого орла. До кінця XVIII століття Чернігівський козацький полк використовував на своїй печатці герб з одноголовим орлом.[джерело?]

### Імперська доба
Після ліквідації автономії Гетьманщини було утворене Чернігівське намісництво (1781). Гербом намісництва став одноголовий орел Чернігівського полку, затверджений імператорським декретом від 4 червня 1782 року, одноголовий орел став гербом міста і Чернігівської губернії.[джерело?]
Герб Чернігівської губернії та міста уточнено 8 грудня 1856 р. Герб являв собою в срібному полі чорного коронованого орла, що тримає за собою в кігтях лівої лапи довгий золотий хрест, нахилений до правого кута щита; кігті орла золоті, язик червоний. Щит увінчаний Імператорською короною і обрамований золотим дубовим листям, що оповите Андріївською стрічкою.[джерело?]

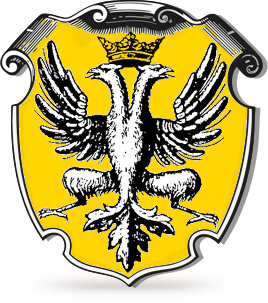
Герб Чернігівського воєводства 1633–1654 рр.
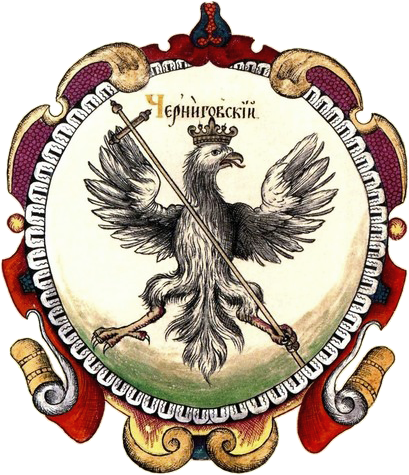
Герб Чернігівський у «Царському титулярнику». 1672
Герб Чернігівського полку 1672(?)–1782
Герб Чернігівської губернії 1802–1856 рр.
Герб Чернігівської губернії1856–1918 рр.

### Радянська доба
У радянську добу область не мала власного герба. Проте, інколи, за російською традицією як обласний символ використовували радянський герб Чернігова.

## Чернігівський герб на гербах російських аристократів
За часів Російської імперії ряд відгалужень князівських родин, що походили від чернігівських Рюриковичів, користувались символом Чернігівщини у своїх родових гербах.

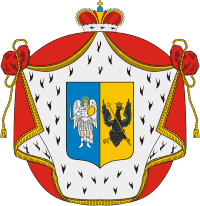
Барятинські
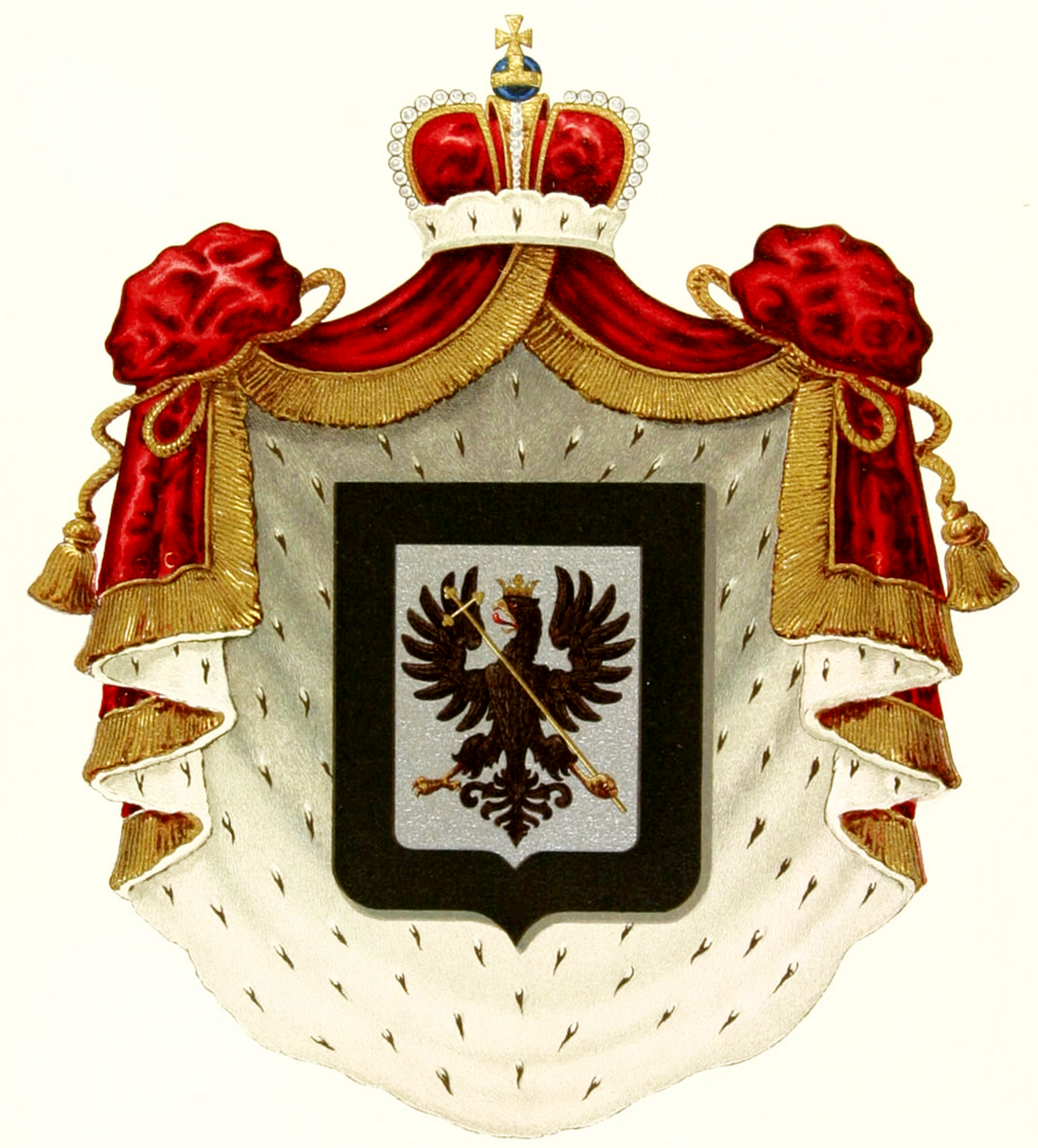
Болховські
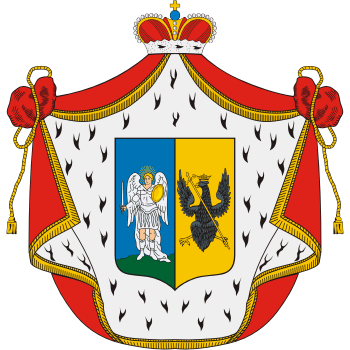
Волконські
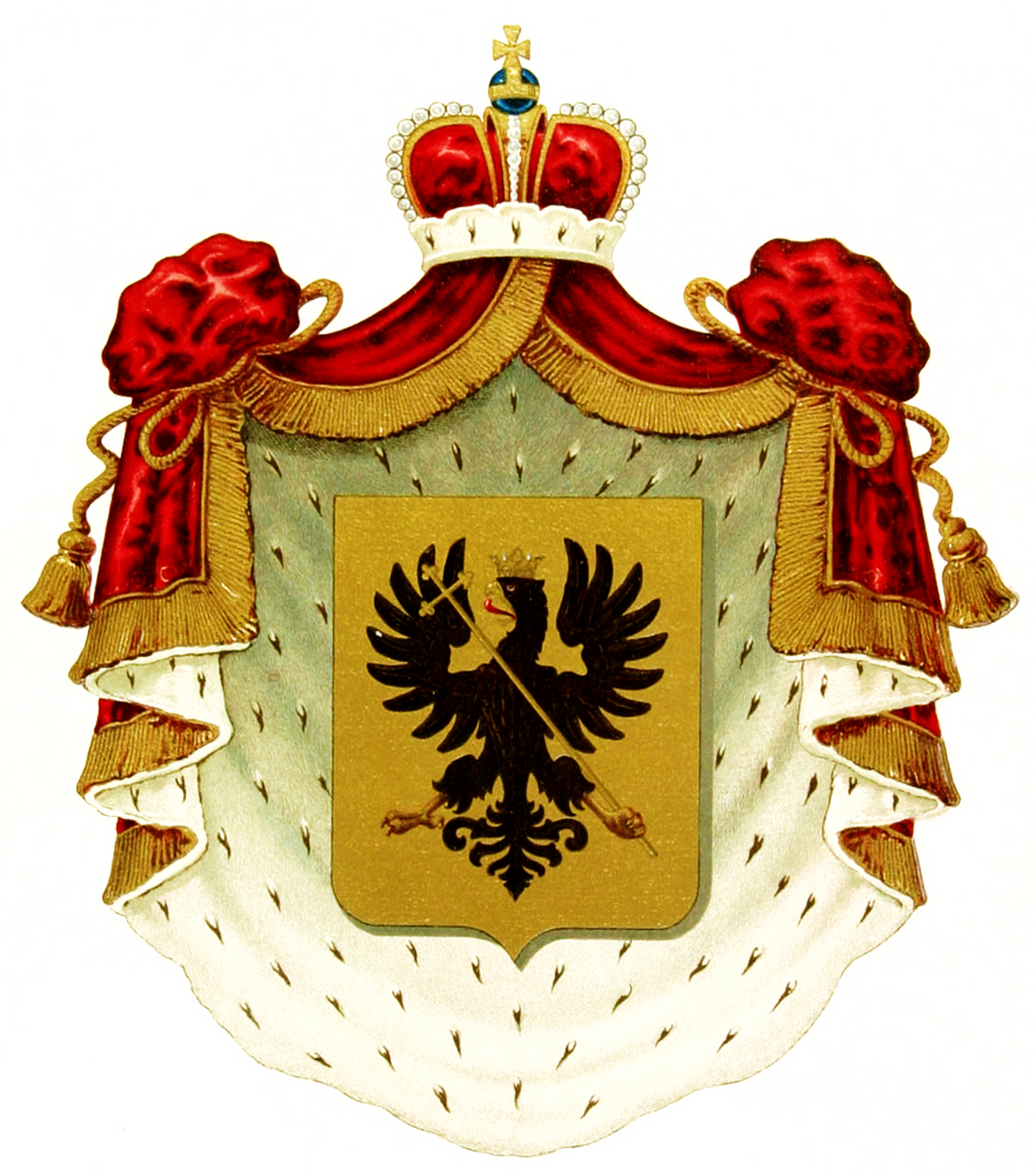
Воротинські
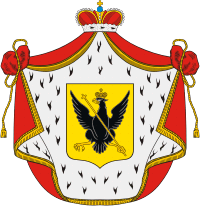
Горчакови
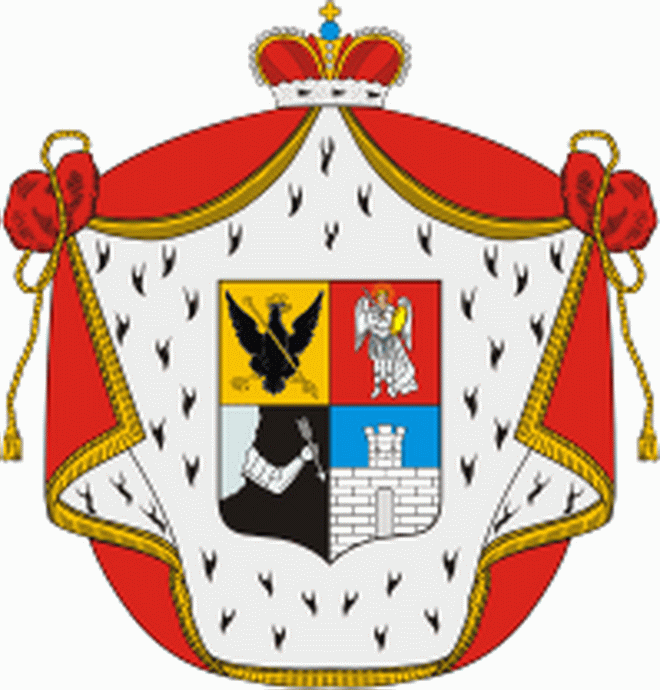
Довгорукі
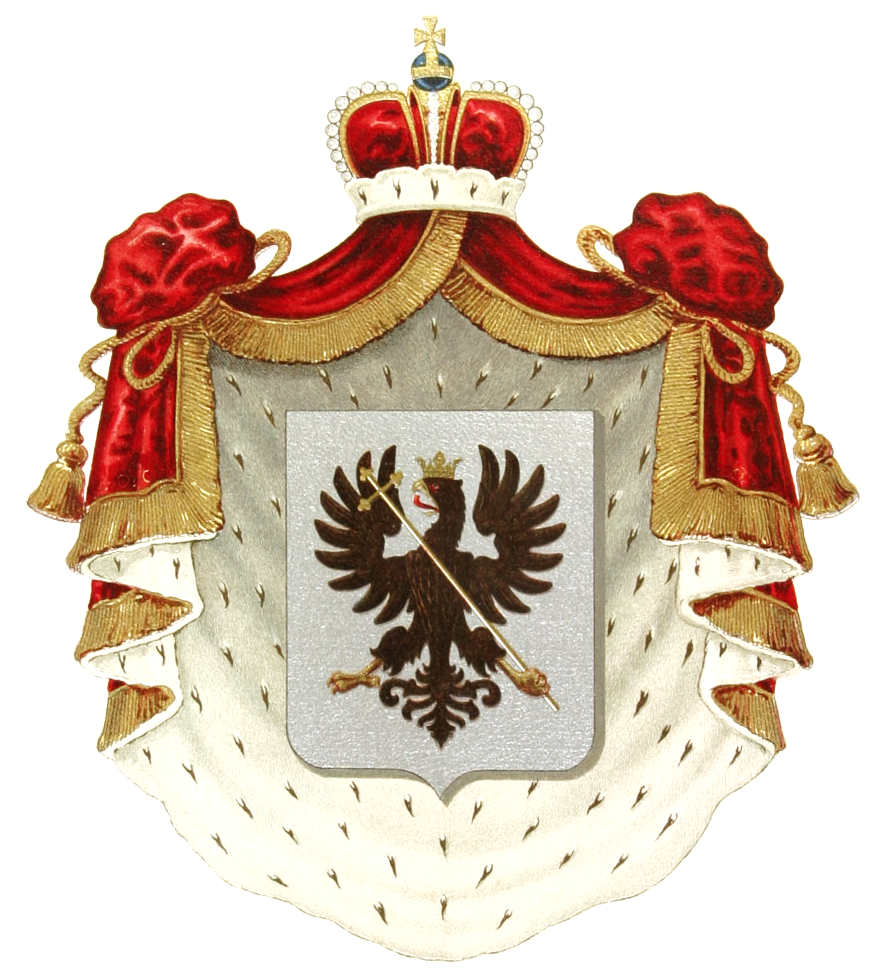
Єлецькі
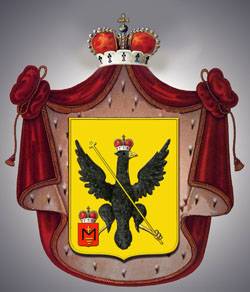
Кольцови-Мосальські
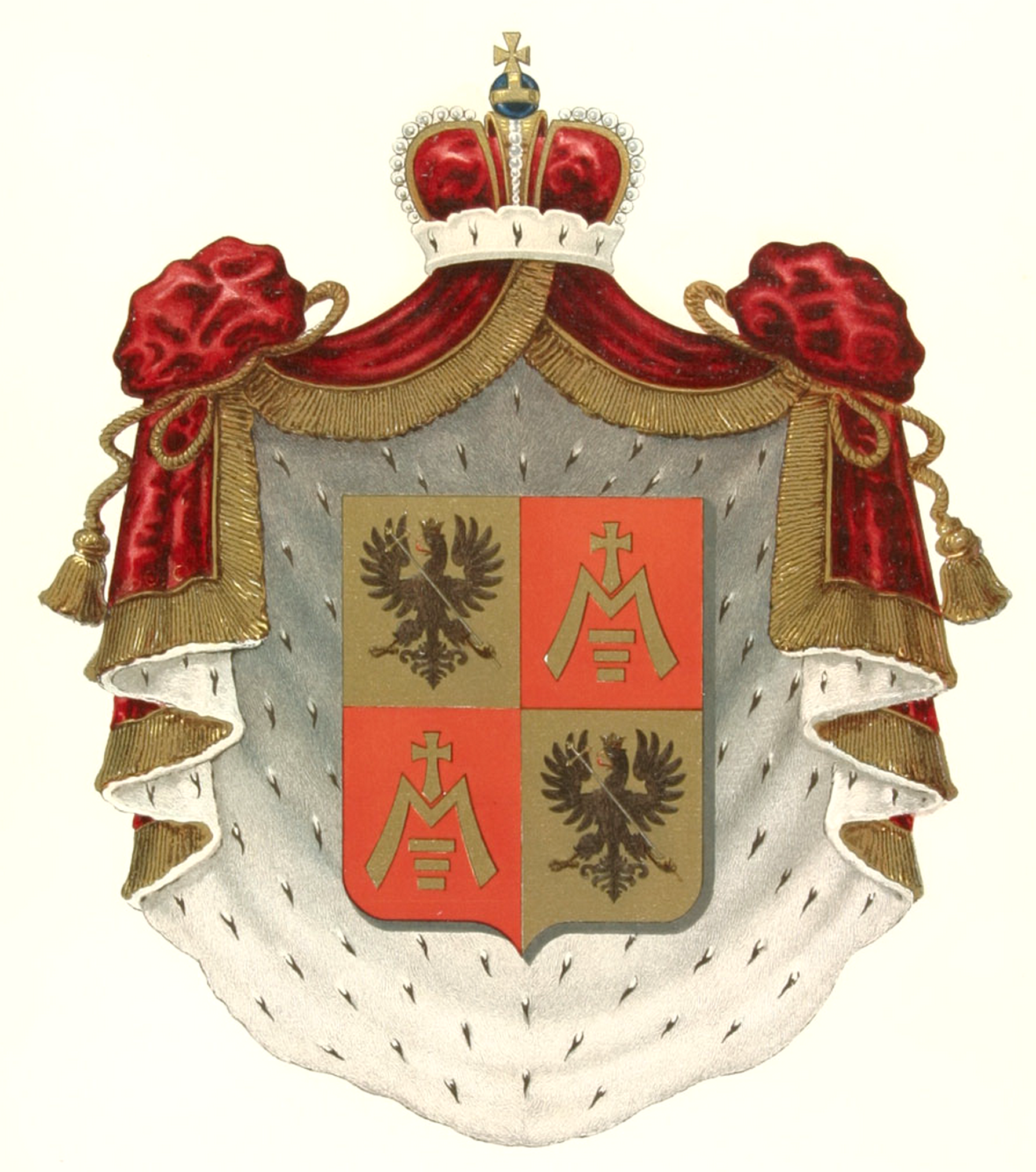
Мосальські
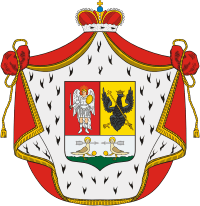
Оболенські
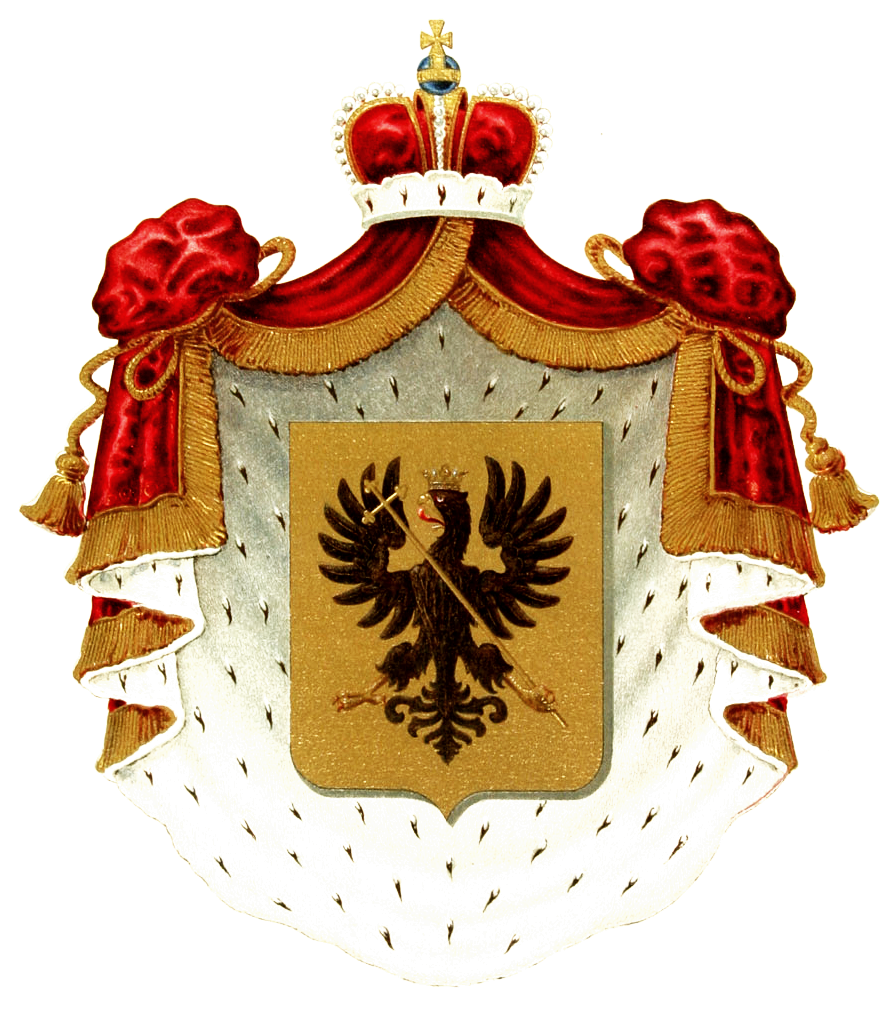
Одоєвські
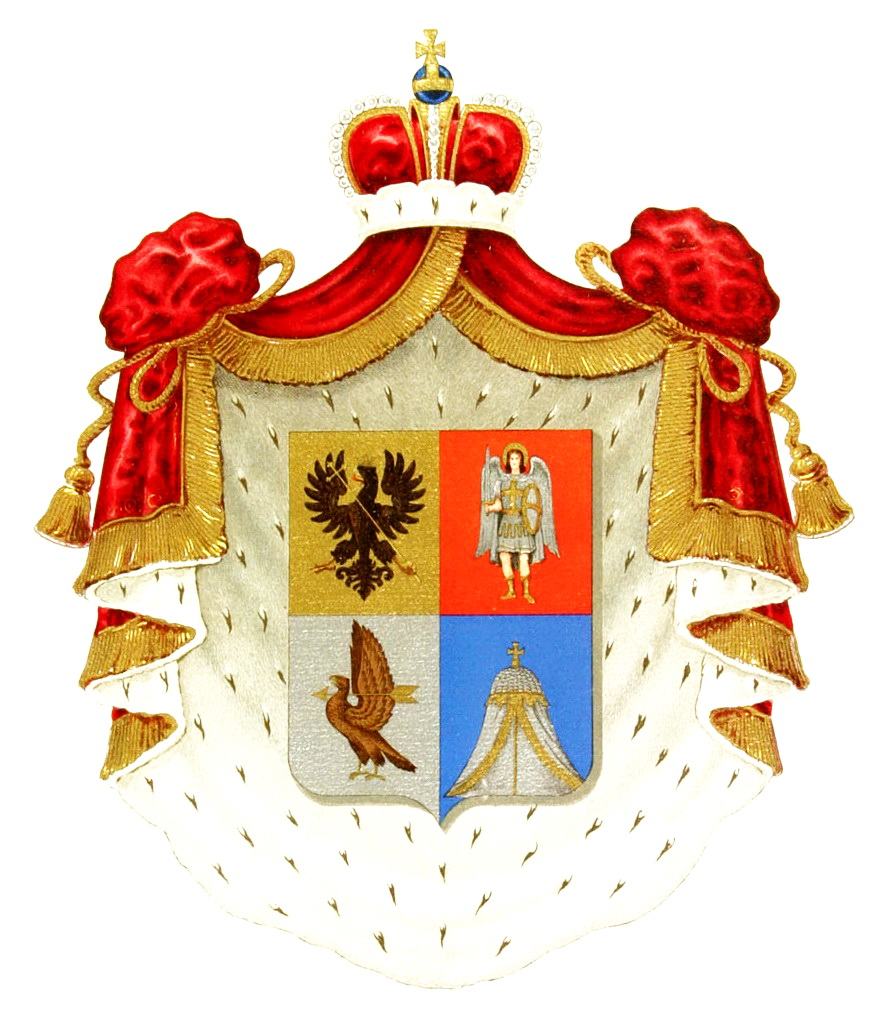
Тюфякіни
Щербатови

## Схожі герби адмінодиниць Чернігівської області

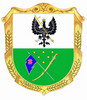
Герб Чернігівського району
Герб Чернігова